# Университетская система Конкордия
Университетская система Конкордия (англ. Concordia University System; УСК) — сеть университетов, состоящяя из семи колледжей и университетов, которые управляются Лютеранской церковью – Миссурийским синодом (ЛЦМС).
Все учебные заведения названы «Конкордия» – отсылка к латинскому названию «Книги Согласия» (сборник лютеранских вероисповедных текстов). Все эти учебные заведения предлагают профессиональные программы подготовки служителей церкви. 
Университетская система Конкордия была образована в 1992 году. По состоянию на 2011 год 28 421 студент посещал учебные заведения системы Concordia University.
Каждый вуз системы Конкордия независим и возглавляется президентом, имеет собственный профессорско-преподавательский состав и совет регентов. В то же время вузы взаимодействуют друг с другом и пользуются некоторыми общими ресурсами. Одна из особенностей обучения в системе Конкордия – так называемая программа одновременной регистрации, которая позволяет любому студенту, зачисленному в один из вузов Конкордии, посещать занятия в любом другом колледже Системы сроком до года в качестве слушателя. В течение этого времени студенты, посещающие такие занятия, считаются зачисленными в оба вуза УСК одновременно.

## Члены системы
В системе университета Конкордия восемь кампусов:
- Конкордия колледж Нью-Йорк — в Бронксвилле, Нью-Йорк;
- Университет Конкордия Анн-Арбор — в Анн-Арборе, Мичиган;
- Университет Конкордия Техас — в Остине, Техас;
- Университет Конкордия Чикаго — в Ривер-Форесте, Иллинойс;
- Университет Конкордия Ирвайн — в Ирвайне, Калифорния;
- Университет Конкордия Сент-Пол — в Сент-Поле, Миннесота;
- Университет Конкордия Небраска — в Сьюарде, Небраска;
- Университет Конкордия Висконсин — в Меконе, Висконсин.

Университет Конкордия Анн-Арбор объединился с Университетом Конкордия в Висконсине в 2013 году.
Колледж Конкордия Алабама — в Сельме, Алабама: закрыт в 2018 году.
Университет Конкордия Портленд — штат Орегон: закрыт в 2020 году.

## Не члены системы Конкордия
Существует также несколько учебных заведений, которые не являются членами Университетской системы, хотя и называются «Конкордия». Например, ни одна из семинарий Лютеранской Церкви – Миссури Синода (Семинария Конкордия и Теологическая Семинария Конкордия) не является частью УСК. Неаккредитованные Колледж и Университет Конкордия также не связаны с Университетской системой Корконкордия или ее кампусами.
Образовательные учреждения Лютеранской церкви - Канада не являются частью УСК, хотя эта организация изначально была частью ЛЦМС и остается связанной с ней. К таковым относятся Университетский колледж Конкордия в Альберте, Лютеранская семинария Конкордии в Эдмонтоне и Лютеранская духовная семинария Конкордии в Сент-Катаринсе (которая связана с Университетом Брока).
Прочие учебные заведения под именем «Конкордия», которые не связаны ни с Университетской системой Конкордия, ни с Лютеранской церковью – Миссурийским синодом: Конкордия колледж в Мурхеде, штат Миннесота и Университет Конкордия в Монреале.

## Примечание
1. ↑  CUS enrollment hits new record high of 28,421. Дата обращения: 28 октября 2011. Архивировано 1 ноября 2011 года.
2. ↑  Suggs, Ernie. Concordia College Alabama is latest HBCU to shut its doors due to poor finances (англ.). ajc. Дата обращения: 12 февраля 2020. Архивировано 5 ноября 2019 года.
3. ↑  Manning, Jeff. Portland’s Concordia University will close at end of spring semester. oregonlive (10 февраля 2020). Дата обращения: 5 мая 2020. Архивировано 12 февраля 2020 года.